# شاين موريس
شاين موريس (بالإنجليزية: Shane Morris)‏ هو لاعب كرة قدم أمريكية أمريكي، ولد في 4 أغسطس 1994.